# Рибчич Ілля Йосипович
Ілля Йосипович Рибчич  (нар. 1 серпня 1949, с. Ільник, Львівська область, Українська РСР, СРСР) — український підприємець, засновник сучасної газовидобувної індустрії України. Учений-винахідник у галузі надрокористування. Розробник української наукової термінології в царині хімічної обробки газу та газового конденсату.
Тричі поспіль генеральний директор компанії «Укргазвидобування» НАК «Нафтогаз України» (1998-2009, з перервами) — найбільшого газовидобувного підприємства України.

## Біографія
За національністю українець. Представник карпатської етногрупи бойки, з роду православної прикарпатської шляхти Ільницьких, про що родина приховувала в роки радянської окупації.
Батько — Йосип Миколайович, та мати — Поліна Олександрівна, прихильно ставилися до боротьби УПА. Пієтет до бандерівців прищепили й сину, який знав про знущання сталіністів над родиною (близькі Іллі Рибчича були депортовані на Сибір).

## Освіта
Закінчив Дрогобицький нафтовий технікум та Івано-Франківський інститут нафти і газу, газонафтопромисловий факультет, гірничий інженер, «Буріння нафтових і газових свердловин». Кандидатська дисертація «Удосконалення технології відробки шарошкових доліт при роторному способі буріння».

## Промислова діяльність
Кар'єру почав у нафтогазорозвідувальних експедиціях тресту «Кримнафтогазрозвідка» в 1970-тих роках. Згодом працював у Красноградському управлінні бурових робіт ВПО «Укргазпром», яке очолив 1986. Був відмічений профільним міністерством Ради Міністрів СРСР, його активно «сватано» на керівні посади видобувної індустрії на Ямалі.
1996-1997 — генеральний директор ДП «Укрбургаз» (АТ «Укргазпром»), центральний офіс якого перебував у м. Красноград. У цей час сприяв будівництву в місті церкви, школи та цілих житлових кварталів.
1997-1998 — член правління, заступник голови правління АТ «Укргазпром».
Створення НАК «Нафтогаз України» 1998 року стало зоряним часом Рибчича. Він отримав повну свободу дій для створення модерної системи газовидобутку в рамках дочірньої компанії «Укргазвидобування». Із завданням успішно впорався. До 2003 року компанія зупинила падіння видобутку газу та стабілізувала його на рівні 15 млрд куб. газу. Компанія постійно інвестувала кошти у геологорозвідку, буріння, облаштування нових родовищ, переробку газу та газового конденсату. Ілля Рибчич став ідеологом розвідувальних робіт на шельфі Чорного моря, де почався промисловий видобуток газу.
До середини 2000-их років компанія ДК «Укргазвидобування» практично повністю покривала потребу приватного та комунального сектора держави у природному газі. На Полтавщині проводилася активна газифікація сіл, укладалися угоди про соціальне партнерство з сільськими громадами.
2004-2005 — заступник голови правління НАК «Нафтогаз України». Після Помаранчевої революції знову генеральний директор ДК «Укргазвидобування». Один із діяльних членів оперативного штабу при Президенті Ющенку під час російсько-української газової кризи січня 2006 року. У корпоративній царині різко виступав проти тіньової приватизації державних видобувних свердловин під видом спільної діяльності. Прогнозував, що в разі успішної антикорупційної роботи Україна здатна значно підвищити видобуток власного природного газу:
| До 2010 року Україна здатна видобувати 30 млрд кубів газу. Для цього багато не треба. Вирішити питання ліцензій, у першу чергу тих, у які держава вложила багато коштів. Це забезпечить як можна скоріше нарощення темпів видобутку там |
За завданням Рибчича, 2006 року на Шебелинському газопереробному заводі встановлено першу в Україні установку когенерації — Нафтогаз отримав електроенергію буквально з повітря, переробляючи скидні гази. Проект вартістю 84 мільйони гривень окупився за три з половиною роки.
Період управління компанією ДК «Укргазвидобування» Ілля Рибчич використав для розвитку соціальної бази підприємства. Збудовано низку корпоративних санаторіїв.

## Політичні колізії
Коротке повернення в крісло глави уряду Януковича знову примусило Рибчича піти із цієї посади, але 2008 року він втретє очолює компанію. Остаточно втратив вплив на справи НАК «Нафтогаз України» після обрання Президентом України пана Януковича (2010), відмовившись від пропозиції стати радником голови правління НАК «Нафтогаз України». Відтоді самоусунувся від промислової роботи та веде підкреслено приватний спосіб життя.

## Нагороди та громадські відзнаки
Академік Української нафтогазової академії (1999). Член Київського земляцтва бойків.
Заслужений працівник промисловості України. Лауреат Державної премії СРСР (1982), лауреат Державної премії України в галузі науки і техніки (2006). Нагороджений орденом Трудового Червоного Прапора (1981), орденом «За заслуги» III (серпень 1999), II ст. (вересень 2004), «За трудові досягнення» IV ступеня, Миколи Чудотворця.

## Праці
Автор понад 30 наукових праць. Співавтор 5-томного видання Буріння свердловин: Довідник.

## Родина
Дружина — Марія Онисимівна (1947, білоруска) — учитель; дочка — Яніна (1973, одружена). Живе у Києві.